# Club Universitario de Deportes
Universitario de Deportes este unul dintre cele mai importante cluburi de fotbal din Peru, care a câștigat numeroase titluri naționale (26 titluri). A fost fondat în Lima la 7 august 1924.

## Palmares

### Intern
- Primera Division Peru

Câștigători (28 – record):  1929, 1934, 1939, 1941, 1945, 1946, 1949, 1959, 1960, 1964, 1966, 1967, 1969, 1971, 1974, 1982, 1985, 1987, 1990, 1992, 1993, 1998, 1999, 2000, 2009, 2013, 2020, 2024.
- -  Torneo Apertura:

Câștigători (7 – record): 1998, 1999, 2000, 2002, 2008, 2016, 2020.
- - Torneo Clausura:

Câștigători (1): 2000.

### Internațional
- Cupa Libertadores de América

Locul 2 (1): 1972

## Jucători importanți
| - Peru - Teodoro Fernández - Alejandro Luces - Alberto Terry - Angel Uribe - Arturo Fernández - Cesar Chávez-Riva - Cesar Echeandia - Eduardo Rey Muñoz - Enrique Cassaretto - Eusebio Acasuzo - Fernando Cuellar - Germán Leguía - Hector Bailetti - Héctor Chumpitaz - Jaime Drago - José del Solar - José Fernández - José Luis Carranza - Juan Carlos Oblitas | - - Juan José Muñante - Juan José Oré - Juan Manuel Vargas - Juan Reynoso - Luis Cruzado - Luis La Fuente - Luis Reyna - Nicolás Fuentes - Nolberto Solano - Oswaldo Ramírez - Percy Rojas - Rainer Torres - Raúl Fernandez - Roberto Challe - Roberto Martínez - Ronald Pablo Baroni - Ruben Correa - Rubén Toribio Díaz - Víctor Calatayud | - Argentina - Mauro Cantoro - Beto Carranza - Carlos Galván - Gustavo Falaschi - Gustavo Grondona - Humberto Ballesteros - Juan Carlos Zubczuk - Juan Manuel Azconzábal - Martín Vilallonga - Oscar Ibáñez - Ramón Quiroga - Brazil - Alex Rossi - Eduardo Esidio | - Chile - Juan Carlos Letelier - Colombia - Mayer Candelo - Paraguay - Gabriel González - Jorge Amado Nunes - Miguel Angel Benítez - Tomás Silva - Uruguay - Ruben Techera |

## Internaționali importanți
Eduardo Astengo
Carlos Cilloniz
Arturo Fernandez
Placido Galindo
Jorge Gongora
Pablo Pacheco
Luis Souza Ferreira
Hector Chumpitaz
Nicolas Fuentes
Roberto Challe
Ruben Correa
Pedro Gonzalez
Felix Salinas
Luis Cruzado
Jesus Goyzuetzi
Eusebio Acasuzo
Hugo Gastulo
German Segua
Aldo Corzo

## Președinți
| Președinte         | Perioada  |
| ------------------ | --------- |
| José Rubio         | 1924-1928 |
| Mario De las Casas | 1928-1930 |
| Andres Rotta       | 1930-1931 |
| Andres Echevarria  | 1931-1939 |
| José Merino        | 1939-1941 |
| Alfredo Hohagen    | 1941-1944 |
| Jorge Alva         | 1944-1946 |
| Eduardo Astengo    | 1946-1950 |
| Carlos Cilloniz    | 1950-1954 |
| Plácido Galindo    | 1954-1963 |
| Rafael Quiroz      | 1963-1973 |
| Carlos Melzi       | 1973-1976 |
| Cecil Griffiths    | 1976-1978 |
| Miguel Pellny      | 1978-1983 |
| Rafael Quiroz      | 1983-1986 |
| Jorge Nicolini     | 1986-1995 |
| Alfredo Gonzáles   | 1995-2000 |
| William Flores     | 2000-2001 |
| Javier Aspauza     | 2001-2003 |
| Alfredo Gonzáles   | 2003-2005 |
| Julio Gamarra      | 2005-2006 |
| Fausto Miranda     | 2006-2007 |
| Gino Pinasco       | 2007-2010 |